# Burgreste Lengenfels
Die Burgreste Lengenfels bezeichnet die Burgstelle der abgegangenen Burg Lengenfels bei der Gemeinde Bärenthal im Landkreis Tuttlingen in Baden-Württemberg.

## Geographische Lage
Die Burgstelle der Spornburg liegt rund 1100 Meter südsüdöstlich der Gemeindekirche von Bärenthal in Höhenspornlage bei 800 m ü. NN auf den Kalksteinformationen der Lengenfelsen über dem Bäratal mit dem namensgebenden Fluss Bära.

## Geschichte
Über die Entstehung der Burganlage und ihrem Ende ist nichts bekannt. Auf Grundlage von Keramikfunden wird die Gründung einer kleineren Vorgängeranlage (Nordburg) auf dem massigen nördlichen Felskopf um 1100 vermutet. Noch vor 1300 folgt der Bau der südlichen Anlage an erhabener Stelle auf dem Höhenrücken der Lengenfelsen. Zeitnah die wahrscheinliche Aufgabe der Nordbastion nach Hangrutsch und deren planmäßiger Abbruch zugunsten des südlichen Burgenneubaus. Auch lassen fehlende historische Nachweise keine gesicherte Aussage über Gründer und Burgherrschaft zu. Im Kreis der vermuteten Adelsgeschlechter werden Hasso von First und Kuno, Berthold und Konrad von Geisingen genannt, die gegen Ende des 11. Jahrhunderts in und bei Bärenthal über umfangreiche Besitztümer verfügten. Ebenso der Hohenberger Graf Rudolf, der 1334 seiner Schwiegertochter Ursula von Pfirt das Pfand Bärenthal in Aussicht stellte.

## Beschreibung

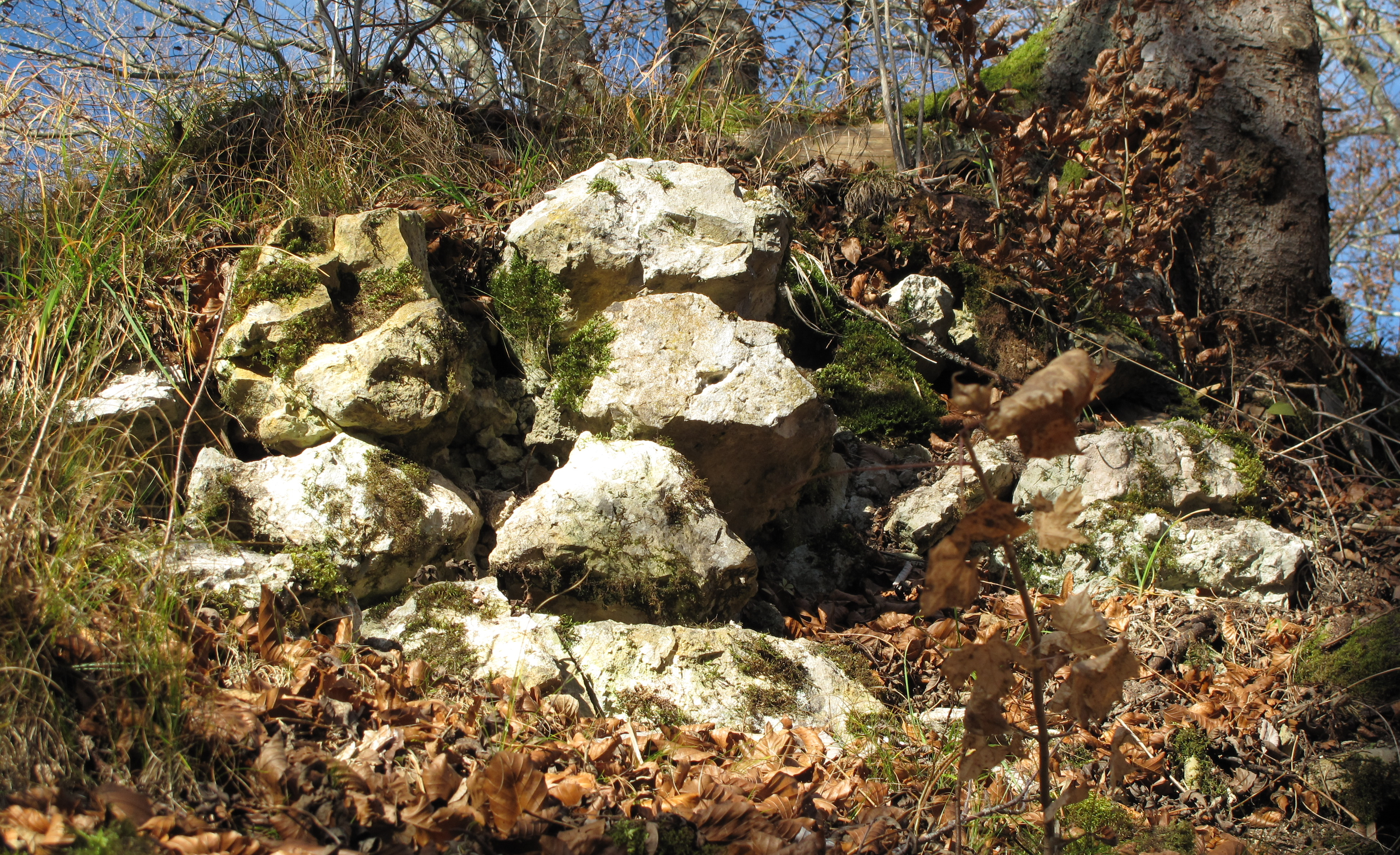
Mauerreste an der Südostecke der Kernburg

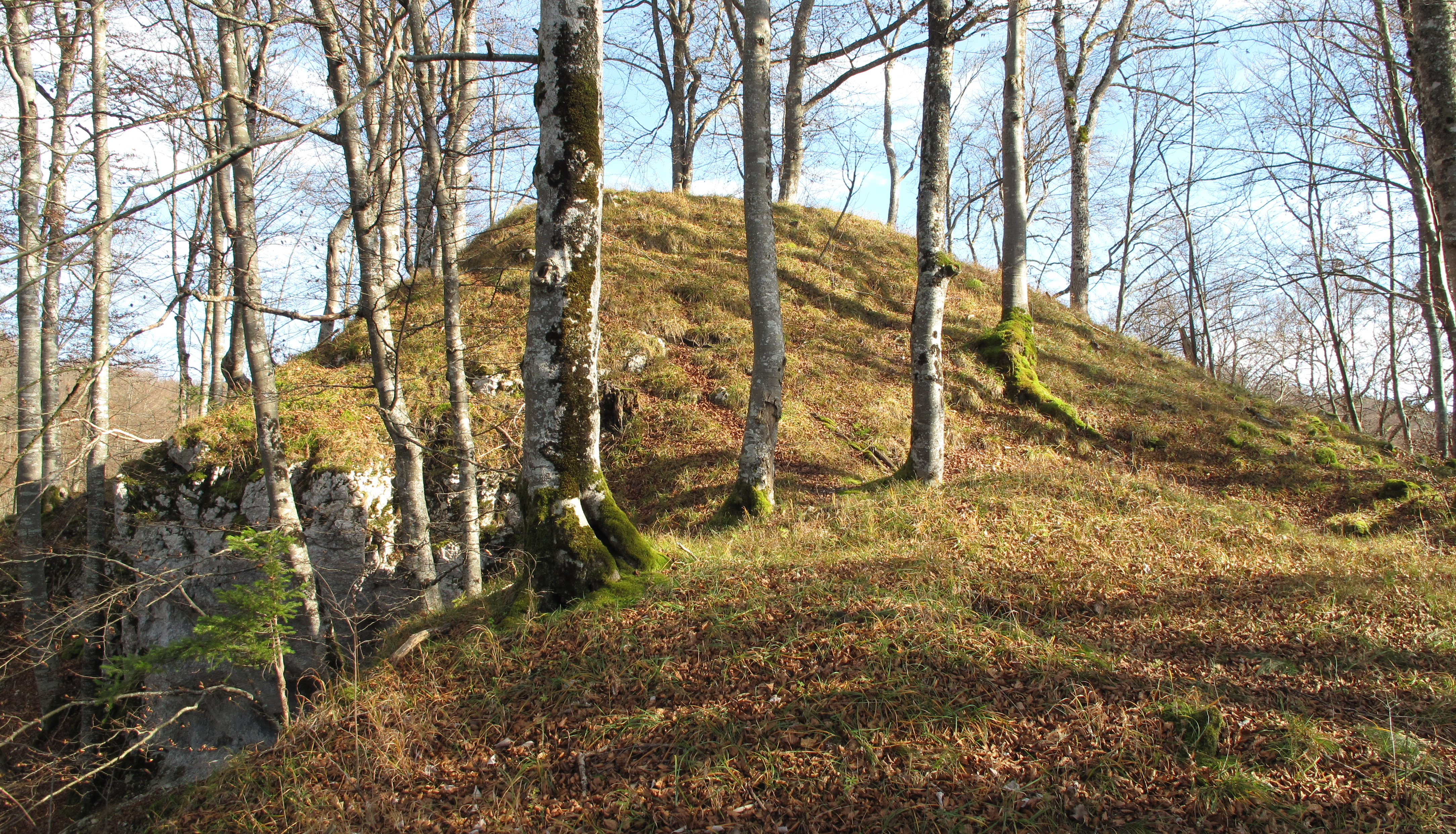
Kernburghügel von Südwesten

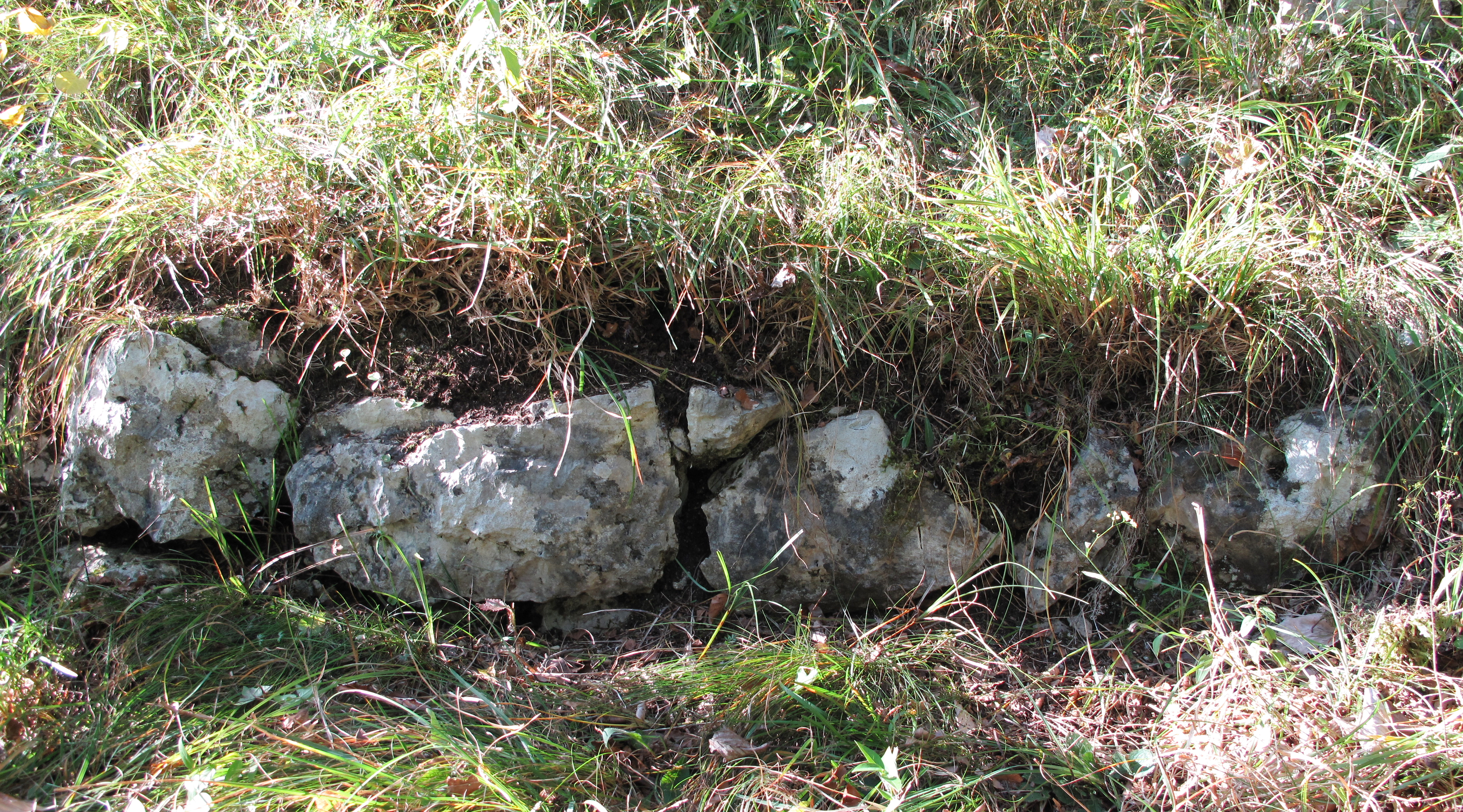
Mauerreste im steilen Südhang der Nordburg

Der Anlagenkomplex gliedert sich in eine Vorburg auf dem südlichen Höhensporn, zu der auch die unterhalb gelegene Lengenfelsdurchgangshöhle gerechnet wird, die eigentliche Hauptburg, auch Südburg genannt, an höchster Stelle auf dem südlichen Felsrücken sowie eine kleinere Vorgängeranlage (Nordburg) auf dem nördlichen Felskopf. Den Eingangsbereich zur Burg bildete eine natürliche, halbkreisförmig vorgelagerte Felsbarriere mit der Durchgangshöhle. Dem 20 Meter breiten Höhlenportal war eine Mauer vorgebaut von der sich Reste aus großen Kalksteinquadern erhalten haben. Vermutlich wurde die Höhle auch als Stall und Sommerlager von den Burgbewohnern genutzt. Einige zehn Meter oberhalb gelegen – die eigentliche Vorburg, ein 80 Meter langer und 8 bis 20 Meter breiter, ehemals befestigter Höhensporn. Mulden zeigen die Lage von Gebäuden. Daran anschließend, die Kernburg auf dem höchsten Punkt des Felsplateaus. Schutthügel aus Kernmauerwerk lassen einen 14 × 10 Meter großen, trapezförmigen Wohnturm, mit Trenn- und Quermauern, vermuten.
Geringe Mauerreste haben sich an seiner Südost- und Nordostecke sowie auf der Ostseite erhalten. Auf der Nordseite der Kernburg durchtrennt ein 15 Meter breiter Halsgraben den Höhenkamm. Keine 70 Meter weiter nördlich, auf einem massigen Felskopf, finden sich die Reste der älteren Nordburg. Im Mittelpunkt der kleinen Anlage, ein anzunehmender Wohnturm auf 2 Meter hoher Felsstufe, von dem noch Bearbeitungsspuren am Fels zeugen. Über die gesamte Breite der westlichen Felskante schließt sich eine terrassenförmig verebnete Felsstufe an. Herausarbeitungen am Fels lassen die Lage mindestens eines Gebäudes vermuten. Beidseitig des Burgfelsen deuten Geländeverebnungen und Herausarbeitungen am Fels auf die Existenz weiterer Nebengebäude. Davon erhalten auf der nördlichen Steilseite ein etwa 4 Meter langer und 1,50 Meter hoher, stark im Zerfall begriffener Mauerrest; im steilen Südhang Reste einer etwa 9 Meter langen Mauer.